# Тортоман (Констанца)
Тортоман (рум. Tortoman) насеље је у Румунији у округу Констанца у општини Тортоман. Oпштина се налази на надморској висини од 40 m.

## Становништво
Према подацима из 2002. године у насељу је живело 1737 становника, од којих су сви румунске националности.